# Robin Butler
Pour les articles homonymes, voir Butler.
Frederick Edward Robin Butler (né le 3 janvier 1938) est un fonctionnaire britannique à la retraite, qui siège maintenant à la Chambre des lords comme crossbencher.

## Jeunesse et famille
Butler est né à Lytham St Annes, Lancashire, le 3 janvier 1938. Il est allé à Orley Farm School & Harrow School (où il est préfet en chef), puis enseigne pendant un an à la St Dunstan's School, Burnham-on-Sea, avant de fréquenter University College, Oxford, où il fait une double première en humanités et remporte deux fois un Rugby Blue. Il épouse Gillian Lois Galley en 1962. Ils ont un fils et deux filles .

## Carrière dans la fonction publique
Butler fait une carrière de haut niveau dans la fonction publique de 1961 à 1998, en tant que secrétaire privé de cinq Premiers ministres. Il est secrétaire du cabinet et chef de la fonction publique intérieure de 1988 à 1998 .
Il rejoint le Trésor de Sa Majesté en 1961, devenant secrétaire privé du secrétaire Secrétaire financier du Trésor 1964–1966 et secrétaire du comité budgétaire 1965–1969 .
Au début de sa carrière, il est parfois confondu avec son homonyme Rab Butler. Des mémos pour Rab Butler, certains très sensibles, se sont retrouvés sur son bureau, et certains d'entre eux se sont retrouvés chez Rab. Il a été convenu que tous les mémos adressés de manière ambiguë à « R Butler » devraient d'abord être envoyés au bureau de Rab, et ensuite le bureau de Rab enverrait ceux destinés à l'autre R Butler. On raconte qu'un jour, le jeune Butler, qui jouait encore au rugby de première classe, reçoit une lettre qui disait : « Vous avez été sélectionné pour le 1er XV de Richmond samedi. Veuillez être à Twickenham avant 14 heures ». En dessous, dans l'écriture distinctive de Rab, se trouvait le message : « Cher Robin, je ne suis pas libre samedi. Pouvez-vous me remplacer ? Rab! ».
En 1969, il est détaché auprès de la Banque d'Angleterre et de plusieurs institutions de la ville. Plus tard au Trésor, en tant que secrétaire adjoint de la Division du renseignement sur les dépenses générales, il dirige l'équipe qui installe le système d'information financière informatisé du gouvernement britannique 1975-1977. Il est un membre fondateur du Central Policy Review Staff sous Lord Rothschild 1971–1972. Après plusieurs nominations à la direction du Trésor, il devient deuxième secrétaire permanent aux dépenses publiques, 1985-1987.
Il est secrétaire privé des Premiers ministres Edward Heath (1972–1974) et Harold Wilson (1974–1975), et secrétaire privé principal de Margaret Thatcher (1982–1985) ,. Avec Thatcher, il a failli être tué dans l'Attentat de Brighton de l'IRA en 1984. Il est également Secrétaire du cabinet pendant les mandats de premier ministre de Margaret Thatcher, John Major et Tony Blair.

## Autres activités

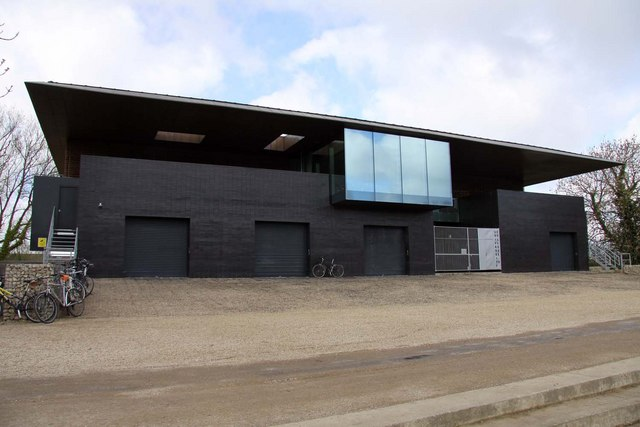
The University College Boathouse, ouvert en 2007 pendant la maîtrise de Robin Butler de University College, Oxford

Après avoir pris sa retraite de la fonction publique, Butler est maître au University College, Oxford, de 1998 à 2008 . Il est fait pair à vie comme baron Butler de Brockwell, de Herne Hill dans le Borough londonien de Lambeth.
Il est Administrateur non exécutif du Groupe HSBC de 1998 à 2008. Il est également président du Corporate Sustainability Committee et du HSBC Global Education Trust. En 2011, il est élu Maître de guilde de la Worshipful Company of Salters . Il est administrateur de la Royal Academy of Music .
En 2004, Lord Butler préside la Review of Intelligence on Weapons of Mass Destruction, largement connue sous le nom de «Butler Review», qui passe en revue l'utilisation du renseignement avant la guerre en Irak de 2003. Le rapport conclut que certaines des informations sur la possession d'armes de destruction massive par l'Irak étaient gravement faussées . Le rapport conclut également, en ce qui concerne les soi-disant falsifications d'uranium au Niger, que le rapport du gouvernement de Saddam cherchait de l'uranium en Afrique semblait « bien fondé ».
Il est fait commandeur de l'ordre royal de Victoria (CVO), aux honneurs du Nouvel An 1986, chevalier commandeur de l'ordre du Bain (KCB) aux honneurs du Nouvel An 1988, chevalier grand-croix de l'ordre du Bain (GCB), aux distinctions d'anniversaire de 1992, chevalier compagnon de l'ordre de la Jarretière (KG), le 23 avril 2003 et Conseiller privé (CP), en 2004.

## Distinctions
- Chevalier de l'ordre de la Jarretière (KG), en 2003.